# قناية (حلب)
قناية  قرية سوريّة تتبع إداريّاً لمحافظة حلب منطقة عين العرب ناحية مركز شيوخ تحتاني، بلغ تعداد سكانها 5,975 نسمة حسب التعداد السكاني لعام 2004.